# タマザキクサフジ
タマザキクサフジ（玉咲草藤、学名：Securigera varia）は、マメ科に分類される多年草の一種。クラウンベッチの名称で栽培される。

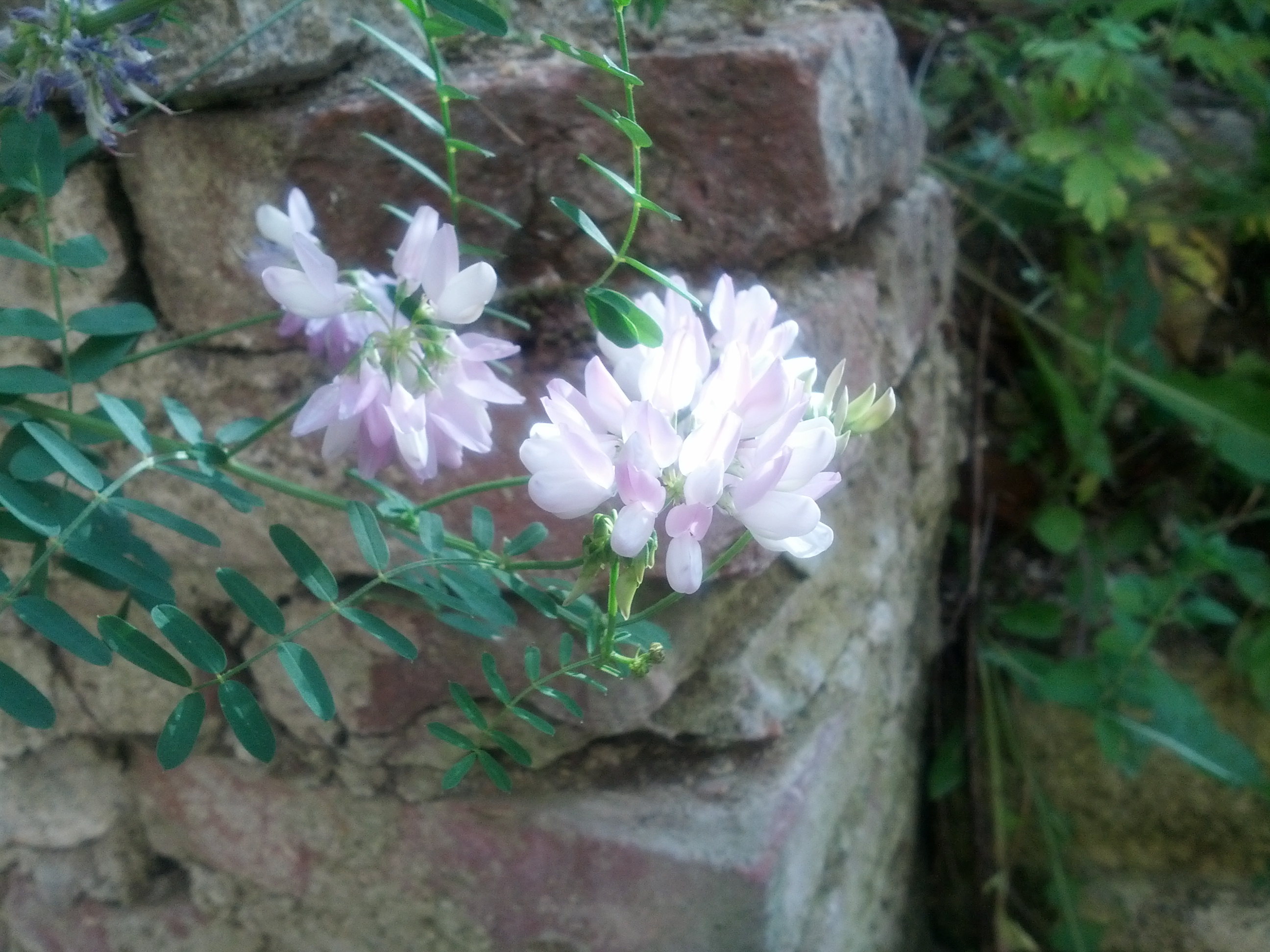
Securigera varia (crown vetch) at the castle ruin Dobra, Austria

## 分布
ヨーロッパを原産地とする。
北アメリカ、中近東、日本に外来種として定着している。日本では1981年に札幌市で初めて帰化が確認された。

## 特徴
茎は斜めもしくは匍匐して伸び、1mほどまで生長する。夏から秋に淡紅紫色の蝶形花をいくつも固まって咲かせる。葉は奇数羽状複葉となる。
牧草や道路法面に利用される。